# Kroczyce
Kroczyce is een dorp in het Poolse woiwodschap Silezië, in het district Zawierciański. De plaats maakt deel uit van de gemeente Kroczyce en telt 1500 inwoners.